# Microchilus aguindae
Microchilus aguindae är en orkidéart som beskrevs av Paul Ormerod. Microchilus aguindae ingår i släktet Microchilus och familjen orkidéer. Inga underarter finns listade i Catalogue of Life.